# 643

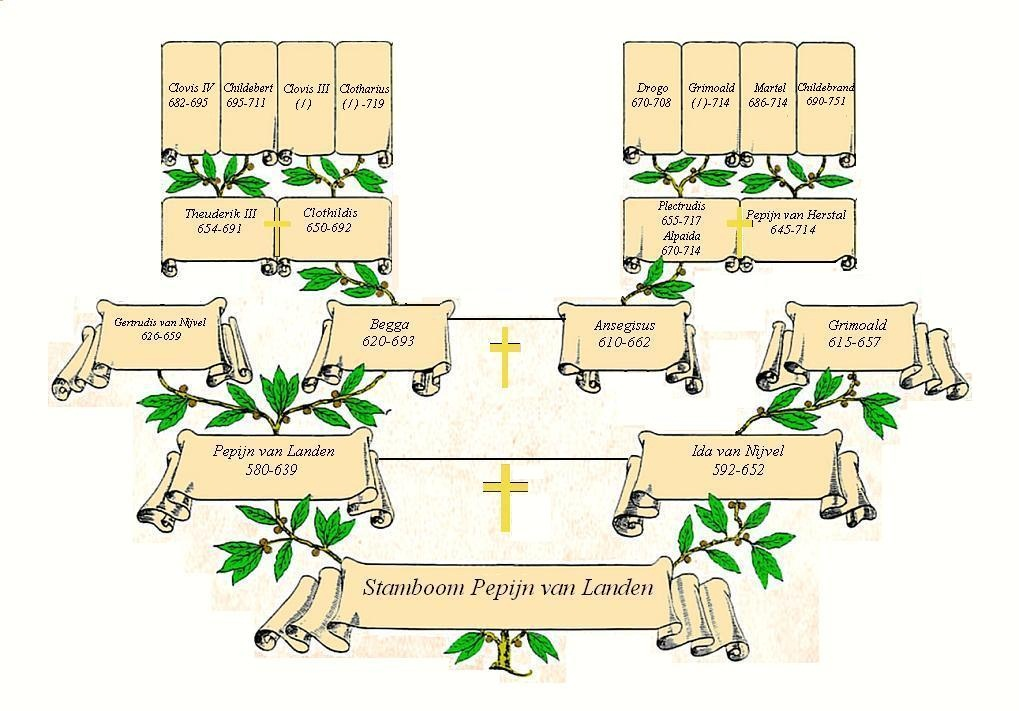
Stamboom van Pepijn van Landen

Het jaar 643 is het 43e jaar in de 7e eeuw volgens de christelijke jaartelling.

## Gebeurtenissen

### Byzantijnse Rijk
- Keizer Constans II benoemt Theodorus Rsjtoeni tot opperbevelhebber (sparapet) en prins (ishkan) van Armenië. Hij krijgt de taak om de verdediging van het Armeense leger te organiseren tegen de Arabieren.

### Brittannië
- Koning Cynegils van Wessex overlijdt na een regeerperiode van 32 jaar en wordt opgevolgd door zijn zoon Cenwalh (een heiden). Hij trouwt met de zus van koning Penda van Mercia. (waarschijnlijke datum)

### Europa
- Koning Rothari laat het Edictum Rothari opstellen in de Latijnse taal. Het edict beschermt de rechten van de Longobardische adel en onderdanen. (volgens Leges Barbarorum ofwel "Wetten van de Barbaren")
- Otto, mentor van koning Sigibert III van Austrasië, wordt tijdens een veldtocht vermoord. Hij wordt opgevolgd door Grimoald I, oudste zoon van voormalig hofmeier Pepijn van Landen. (waarschijnlijke datum)

### Perzië
- Peroz II, zoon van Yazdagird III, de laatste Sassaniden koning van Perzië, zoekt zijn toevlucht bij de Tang-dynastie in China. Hij wordt aangesteld als gouverneur van Kanton. (waarschijnlijke datum)
- De Arabieren veroveren Isfahan in een oase op het Hoogland van Iran. De stad gelegen aan de zijderoute vormt een belangrijk handelscentrum naar het Chinese Keizerrijk en overige landen in Azië.

### Arabische Rijk
- Byzantijns-Arabische Oorlog: Het Arabische leger breidt hun militaire expansie verder uit in Noord-Afrika. De strategische havenstad Tripoli (huidige Libië) wordt na een korte belegering ingenomen.

### Azië
- Keizer Tai Zong stuurt een Chinese delegatie naar het Noord-Indische Rijk. Ze worden in de hoofdstad Kannauj (Uttar Pradesh) tijdens een boeddhistische samenkomst ontvangen door keizer Harsha.
- Tai Zong geeft Yan Liben, Chinees schilder aan het keizerlijke hof, opdracht om 24 portretten te schilderen van hoge ambtenaren tijdens de stichting van de Tang-dynastie. (waarschijnlijke datum)
- Het paleis van Ikaruga (Ikaruga no miya 斑鳩宮) in de prefectuur Nara (Japan) wordt met de grond gelijk gemaakt door de Soga-clan.

## Geboren
- Mansong Mangtsen, koning van Tibet (overleden 676)

## Overleden
- Cynegils, koning van Wessex (waarschijnlijke datum)
- Isaac, exarch van Ravenna (waarschijnlijke datum)
- Otto, hofmeier van Austrasië (waarschijnlijke datum)